# Lilija Nisamowa
Lilija Nisamowa (* 14. Februar 1989) ist eine ehemalige kasachische Hürdenläuferin, die sich auf die 400-Meter-Distanz spezialisiert hat.

## Sportliche Laufbahn
Erste Erfahrungen bei internationalen Meisterschaften sammelte Lilija Nisamowa vermutlich im Jahr 2006, als sie bei den Juniorenasienmeisterschaften in Macau in 62,55 s den vierten Platz über 400 m Hürden belegte. 2009 gelangte sie bei den Asienmeisterschaften in Guangzhou mit 62,15 s auf den sechsten Platz und 2013 beendete sie ihre aktive sportliche Karriere im Alter von 24 Jahren.
2012 wurde Nisamowa kasachische Meisterin im 400-Meter-Lauf sowie in der 4-mal-400-Meter-Staffel.

## Persönliche Bestzeiten
- 400 Meter: 55,06 s, 5. Mai 2011 in Almaty
  - 400 Meter (Halle): 55,43 s, 27. Januar 2012 in Qaraghandy
- 400 m Hürden: 58,98 s, 29. Juli 2011 in Almaty